# دندان‌اره آفریقایی
دندان‌اره آفریقایی (نام علمی: Poiana richardsonii) نام یک گونه از زیرخانواده زبادیان است.